# Пјеве ди Кампи (Парма)
Пјеве ди Кампи је насеље у Италији у округу Парма, региону Емилија-Ромања.
Према процени из 2011. у насељу је живело 29 становника. Насеље се налази на надморској висини од 456 м.